# Круглолесский сельсовет
Круглолесский сельсовет — упразднённое сельское поселение в Александровском районе Ставропольского края Российской Федерации.
Административный центр — село Круглолесское.

## География
Находится в западной части Александровского района. Площадь сельсовета — 294,0 км²

## История
Статус и границы сельского поселения установлены Законом Ставропольского края от 4 октября 2004 год № 88-КЗ «О наделении муниципальных образований Ставропольского края статусом городского, сельского поселения, городского округа, муниципального района».
16 марта 2020 года муниципальные образования Александровского района были объединены Александровский муниципальный округ.

## Население
| 1989  | 2002  | 2010  | 2011  | 2012  | 2013  | 2014  | 2015  | 2016  |
| ----- | ----- | ----- | ----- | ----- | ----- | ----- | ----- | ----- |
| 4066  | ↗4341 | ↘4132 | ↘4115 | ↗4123 | →4123 | ↘4104 | ↘4057 | ↘4038 |
| 2017  | 2018  | 2019  | 2020  |       |       |       |       |       |
| ↘4013 | ↘3951 | ↘3844 | ↘3790 |       |       |       |       |       |

Демография
В 2011 году родилось 53 человек, умерло — 83

### Национальный состав
По итогам переписи населения 2010 года проживали следующие национальности (национальности менее 1 %, см. в сноске к строке «Другие»):
| Национальность | Численность | Процент |
| -------------- | ----------- | ------- |
| Русские        | 3270        | 79,14   |
| Даргинцы       | 315         | 7,62    |
| Чеченцы        | 202         | 4,89    |
| Аварцы         | 61          | 1,48    |
| Табасараны     | 55          | 1,33    |
| Другие         | 229         | 5,54    |
| Итого          | 4132        | 100,00  |

## Состав сельского поселения
| № | Населённый пункт | Тип населённого пункта       | Население |
| - | ---------------- | ---------------------------- | --------- |
| 1 | Круглолесское    | село, административный центр | ↘2679     |
| 2 | Садовое          | село                         | ↘926      |

## Местное самоуправление

### Дума Круглолесского сельсовета
Срок полномочий депутатов — 5 лет; дата избрания депутатов — 13 сентября 2015 года; количество депутатов — 10 чел.
Председатели Думы
- Семергей Антонина Львовна (на постоянной основе)[19]

### Администрация Круглолесского сельсовета
Главы администрации
- с 13 сентября 2015 года — Семергей Антонина Львовна (род. 1962)[19][20]

## Инфраструктура
- Школа
- Врачебная амбулатория
- Аптека
- 14 магазинов
- АЗС